# Wildhorn
Wildhorn är ett berg i Schweiz. Det ligger i distriktet Hérens och kantonen Valais, i den sydvästra delen av landet. Toppen på Wildhorn är 3 248 meter över havet.
Terrängen runt Wildhorn är huvudsakligen bergig. Wildhorn är den högsta punkten i trakten.
Trakten runt Wildhorn består i huvudsak av kala bergstoppar och isformationer.